# نیکلاس می‌آل
نیکولاس یولیچ می‌آل، (به انگلیسی: Nicholas Ulrich Mayall) یک ستاره‌شناس رصدی (observational astronomer) آمریکایی (زاده ۹ می ۱۹۰۶- درگذشته ۵ ژانویه ۱۹۹۳) است. وی دکتری خود را از دانشگاه کالیفرنیا، برکلی دریافت داشته و در رصدخانه لیک مشغول به کار و از ۱۹۳۴ تا ۱۹۶۰ در آن جا ماند.
از ۱۹۶۰ تا بازنشستگی در رصدخانه ملی کیت پیک مشغول به کار بود. وی در رصدخانه ملی کیت پیک به عنوان رئیس مشغول به کار بوده و مسئول ساخت تلسکوپ چهارمتری بازتابی رصد خانه بود. این تلسکوپ به نام او نامگذاری گردیده‌است. در زمان ریاست وی رصدخانه ملی کیت پیک و رصدخانه میان‌آمریکایی سرو تولولو به عنوان بالاترین رصدخانه جهان معروف شدد